# Erzbistum Corrientes
Das Erzbistum Corrientes (lat.: Archidioecesis Corrientensis, span.: Arquidiócesis de Corrientes) ist eine in Argentinien gelegene römisch-katholische Erzdiözese mit Sitz in Corrientes.

## Geschichte
Das Bistum Corrientes wurde am 21. Januar 1910 durch Papst Pius X. mit der Päpstlichen Bulle Nobilis Argentina Res Publica aus Gebietsabtretungen des Bistums Paraná errichtet und dem Erzbistum Buenos Aires als Suffraganbistum unterstellt. Am 20. April 1934 wurde das Bistum Corrientes dem Erzbistum Paraná als Suffraganbistum unterstellt. Das Bistum Corrientes gab am 11. Februar 1957 Teile seines Territoriums zur Gründung des Bistums Posadas ab. Am 10. April 1961 erfolgte eine weitere Gebietsabtretung zur Gründung des Bistums Goya.
Am 10. April 1961 wurde das Bistum Corrientes durch Papst Johannes XXIII. zum Erzbistum erhoben. Das Erzbistum Corrientes gab am 3. Juli 1979 Teile seines Territoriums zur Gründung des Bistums Santo Tomé ab.

## Bischöfe von Corrientes

### Bischöfe
- Luis María Niella, 1911–1933
- Francisco Vicentín, 1934–1961

### Erzbischöfe
- Francisco Vicentín, 1961–1972
- Jorge Manuel López, 1972–1983, dann Erzbischof von Rosario
- Fortunato Antonio Rossi, 1983–1994
- Domingo Salvador Castagna, 1994–2007
- Andrés Stanovnik OFMCap, 2007–2025
- José Adolfo Larregain OFM, seit 2025